# 津島之宮站
津島之宮站（日语：／ Tsushimanomiya eki */?）是一位於日本香川縣三豐市三野町大見，隸屬於四國旅客鐵道（JR四國）的臨時鐵路車站，並不設車站編號。
本站和位於德島縣的田井之濱站，均屬JR四國管轄的長期休止車站，相比田井之濱站一年營業23日，津島之宮站每年只營業2天，分別為8月4日全日及5日上午。以日數計，本站和會津鐵道會津線的一之堰六地藏尊站並列全日本全年營業日數最少的臨時站； 但如以總營業時間計算，本站則比一之堰六地藏尊站還短；而當以停靠列車數目來計算時，本站來回停靠的班次都比一之堰六地藏尊站為多。
車站的設立，是為了配合車站附近的津嶋神社（又稱津島神社）每年兩天的夏季大祭才使用的。

## 車站結構
設有一座單層木製的建築物，設於月台末端向多度津站方向，主要是用作處理站務及儲存開站時所需要的各類物品及配備。除了在售票口部份加設有窗口外，其他窗口部份皆採用開放式的設計，當車站營業時，位處兩側及前端的售票窗口的圍板可以撐開，而當車站停止使用時，圍板會蓋上，成為密封的建築物。

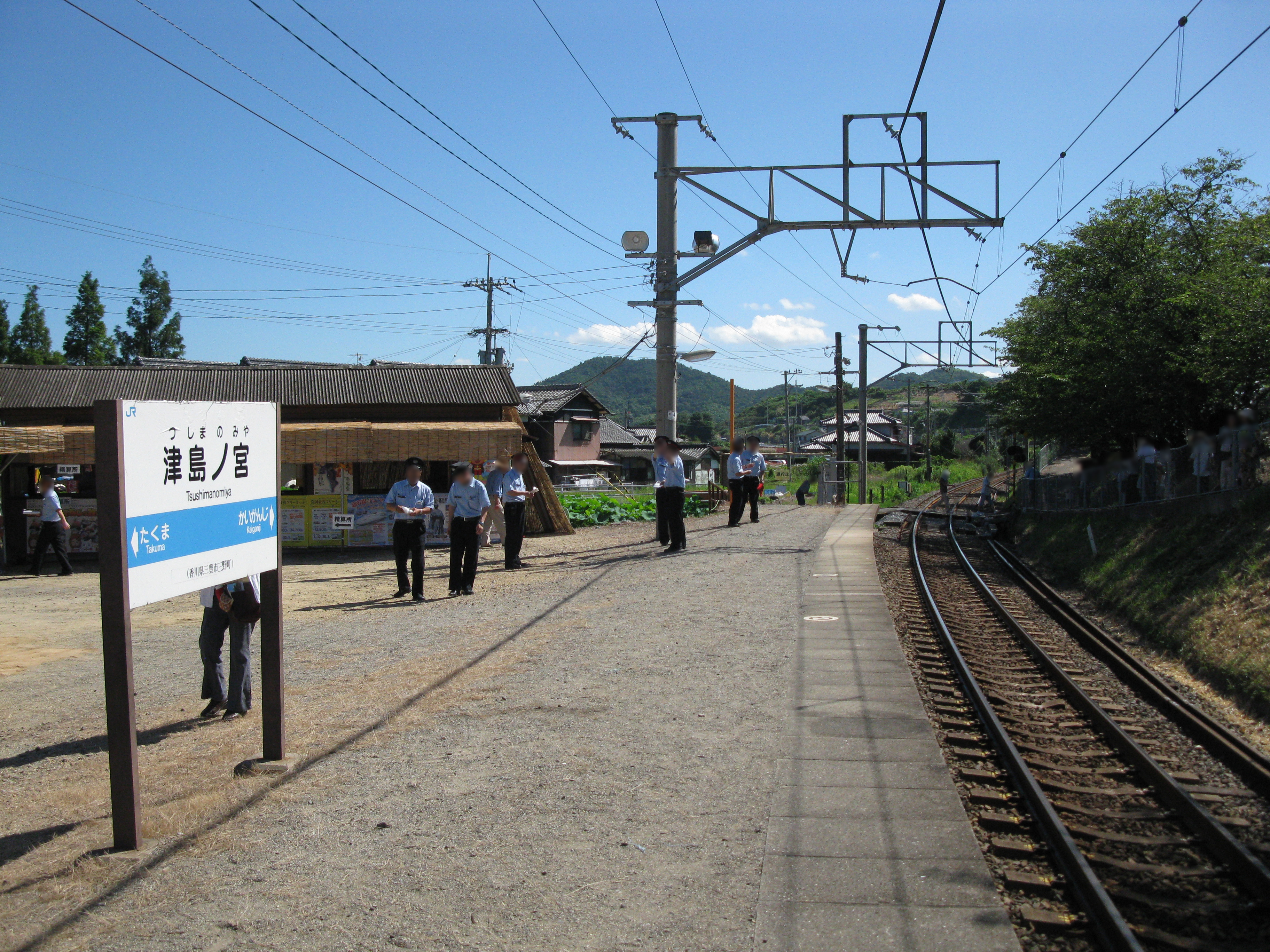
車站營運時的月台，可以見到站牌上並沒有和其他JR四國車站一樣設有車站編號。

本站只設有側式月台1個，闊度比一般月台為長，並與附近的建築物用地相連在一起，因而可提供一個較大的月台空間擺設小攤檔之用，有效長度為4輛。月台邊會臨時標示列車所停靠的位置。列車停靠時，往高松方向為左側開門，往詑間方向則為右側開門。
又由於本站屬臨時車站，並不如其他一般恆常車站般，為對應新型號列車而進行月台加高工程；而車站位處彎位，列車駛經時會輕微往內側傾斜，再加上使用車站乘客的有大量的小童、長者及持手推車的家長，所以為顧及安全，所以當車站營業時，會由多度津站或其他車站抽派職員在本站駐守，並安排當列車到達時，每一趟門都會有職員駐守，以協助乘客上落。而所有停靠本站的列車，亦會暫時取消單人駕駛制度並臨時加設車掌協助。
站舍及部份設施乃來自舊箕浦站站舍的物資。

### 月台配置
| 路線    | 方向 | 目的地                     |
| ------- | ---- | -------------------------- |
| ■予讚線 | 上行 | 多度津、高松方向           |
| ■予讚線 | 下行 | 觀音寺、伊予西條、松山方向 |

## 歷史
- 1915年5月7日：以「臨時乘降場」開業（比臨時站的級別再低）。
- 1969年10月1日：臨時站。
- 1987年4月1日：日本國鐵分割民營化，車站的營運由JR四國繼承。
- 2013年12月22日：為慶祝「予讚線（多度津～觀音寺站）開通100周年記念音樂會in津嶋之宮」於津嶋神社（日语：津嶋神社 (三豊市)）舉行，特別開辦臨時列車『故鄉列車「三豐市民號」』來往本站至本山站，另外上、下行合共再停靠開設14班列車，是罕有地在其他時間開站營業[5]。
- 2015年5月10日：為紀念車站開業100周年，當日臨時開業一天[6]。
- 2020年：由於2019冠狀病毒病的影響，該年度的津嶋神社夏季大祭停辦，JR四國宣佈本年度車站不予以營運[7]。
- 2021年：由於2019冠狀病毒病持續影響，該年度的津嶋神社夏季大祭依舊停辦，當年度車站依然不予以營運。[8]。
- 2022年：津嶋神社夏季大祭恢復辦理，JR四國宣布本站由該年8月4日、5日兩天營運。[9][10]。

## 相鄰車站
四国旅客鐵道
予讚線
海岸寺（Y13）－（臨）津島之宮－詫間（Y14）

## 外部連結
- 非官方車站介紹。 （页面存档备份，存于）
- 2010年的營業時間。
- 2011年的營業時間。
- 2012年的營業時間。
- 2013年的營業時間。
- 2014年的營業時間。
- 2015年的營業時間。 （页面存档备份，存于）